# Miliá (ort i Grekland, Epirus, Nomós Ártas)
Miliá är en ort i Grekland.   Den ligger i prefekturen Nomós Ártas och regionen Epirus, i den centrala delen av landet, 280 km nordväst om huvudstaden Aten. Miliá ligger 580 meter över havet och antalet invånare är 129.
Terrängen runt Miliá är bergig österut, men västerut är den kuperad.Runt Miliá är det glesbefolkat, med 13 invånare per kvadratkilometer. Närmaste större samhälle är Ágnanta, 3,5 km norr om Miliá. I omgivningarna runt Miliá växer i huvudsak blandskog.